# Американська класифікація страхових ризиків

## Визначення ризику
Ризик– подія з негативними, особливо невигідними економічними наслідками, які можуть виникнути в майбутньому в будь-який момент у невідомих масштабах. Ризик є передумовою виникнення страхових відносин, без нього не існує страхування, бо без ризику немає страхового інтересу. Ризик визначає межі страхового захисту.Страховий ризик — це обставина, внаслідок якої застрахована особа або члени її сім'ї можуть втратити тимчасово засоби існування та потребувати матеріального забезпечення або надання соціальних послуг за загальнообов'язковим державним соціальним страхуванням у зв'язку з тимчасовою втратою працездатності та витратами, зумовленими народженням та похованням.
Щоб встановити, чи є ризик страховим застосовують такі критерії:
- ризик, що включається в розмір відповідальності страховика, має бути з високим рівнем ймовірності;
- ризик має виступати як випадковий, тобто небезпека не повинна бути відома ні в просторі, ні за часом, ні за розміром;
- настання страхового випадку, яке виражається в реалізації ризику, не повинно залежати від волевиявлення страховика або інших зацікавлених осіб;
- страхова подія не може мати розмірів катастрофічного лиха, тобто охоплювати масу об'єктів у рамках величезної страхової сукупності, спричинюючи масові збитки.

Загально визнаються та найбільш відомі в світовій прктиці американська та європейська класифікація страхових ризиків.

## Американська класифікація страхових ризиків
Американська класифікація розділяє ризики за етапами роботи страхової компанії, протягом якої вона піддається зазначеним ризикам:
- етап становлення;
- етап повноцінної активної діяльності;
- етап ліквідації страхової компанії.

При цьому для оцінки та аналізу ризиків використовується, головним чином, вербальний аналіз, коли застосовується не тільки імовірностні розрахунки до певних ризиків, що мають достатнє статистичне спостереження, а розглядаються і ті ризики, що не мають достатньої статистики. Тобто недостатня якісна оцінка ризиків. За американською класифікацією ризиків страхової діяльності роль джерела виплати за ризиками страхових операцій виконують власні кошти страхової компанії.